# 唐寧街

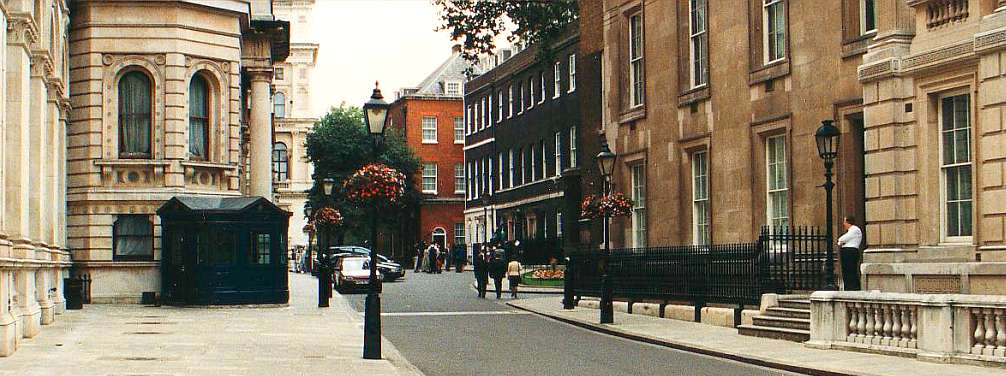
唐寧街

唐寧街（英語：Downing Street）位於英國首都倫敦的西敏內，在過往200年來，都是重要內閣官員，即英國首相，以及兼任第二財政大臣的財政大臣的官邸。唐寧街內最有名的宅邸，相信非唐寧街10號莫屬，它以往是第一財政大臣的官邸，但自從此職與首相合併後，就成為今日的首相官邸。因此，「唐寧街」和「唐寧街10號」是英國首相或首相辦公室的代名詞；而「唐寧街11號」就代表財相或其辦公室。
唐寧街位於倫敦市中心的白廳，在騎兵衛隊閱兵場和聖詹姆士公園的一角，距離西敏宮只有數分鐘的路程。唐寧街由喬治·唐寧爵士，第一代從男爵（Sir George Downing, 1st Baronet，1632年—1689年）所修建，街名亦以他的姓氏命名。唐寧本人是一位軍人和外交家，曾為先後為奥利弗·克伦威尔和英皇查理二世效力。在後來，查理二世賜一塊貼近聖詹姆士公園的土地予唐寧，那一塊土地就是今日的唐寧街。首相、財政大臣和黨鞭都居往在街的一邊，而據唐寧街的官方網頁所載，最後一位以私人性質居住在唐寧街的人，是戚勤先生（Mr Chicken），但有關他的資料卻十分缺乏，只知道他在1730年代遷出了唐寧街。街的另一邊在19世紀起為外務部的建築物所佔據。在1950年代和1960年代，曾經有計劃把外務部的建築物和唐寧街的其餘部份一併拆除，以興建一些「更富時代感的東西」，然而計劃一直擱置，至今也沒有落實。

## 唐寧街居住者
- 唐寧街9號命名於2001年，是樞密院辦公室位於唐寧街的入口，也是黨鞭的辦公室。
- 唐寧街10號以往是第一財政大臣的官邸，此職現已由英國首相兼領。
- 唐寧街11號是第二財政大臣，即財政大臣的官邸。
- 唐寧街12號昔日是黨鞭辦公室，現在是首相新聞辦公室、政策聯絡組和資訊及研究組。

唐寧街曾住過不同的官員。在某些情況下（如聯合政府組閣），唐寧街11號不是財政大臣的官邸，而會讓副首相或具副首相地位的人士居住。有時居住在唐寧街的官員不會真正以唐寧街為居所，而只會在正式場合露面。
英國首相威廉·格莱斯顿自1881年起，曾佔用了唐寧街10號、11號和12號。原因是他當時兼任了財政大臣一職。
自英國工黨在1997年贏得大選後，唐寧街的住屋分配再出現了變化。由於托尼·布莱尔上任首相時已婚，又育有3名孩子，所以他初時搬到較寬敞的唐寧街11號，至於財政大臣白高敦，在上任時仍然沒有結婚，因此他搬到面積較細小的唐寧街10號。而唐寧街10號名義上仍舊是首相官邸，相關的辦公室亦沒有搬離。不過到了後來，由於托尼·布莱尔在任內生了第四名孩子，而白高敦又結了婚，兩個家庭都需要更多空間，所以托尼·布莱尔進而佔用唐寧街10號，白高敦一家則唯有搬到附近的私人公寓。惟此後皆有類似安排，白高敦任首相後，搬到唐寧街11號，而戴理德財相搬到唐寧街10號。此後，大衛·卡麥隆搬到唐寧街11號，歐思邦財相則搬到唐寧街10號居住。

## 唐寧街大閘

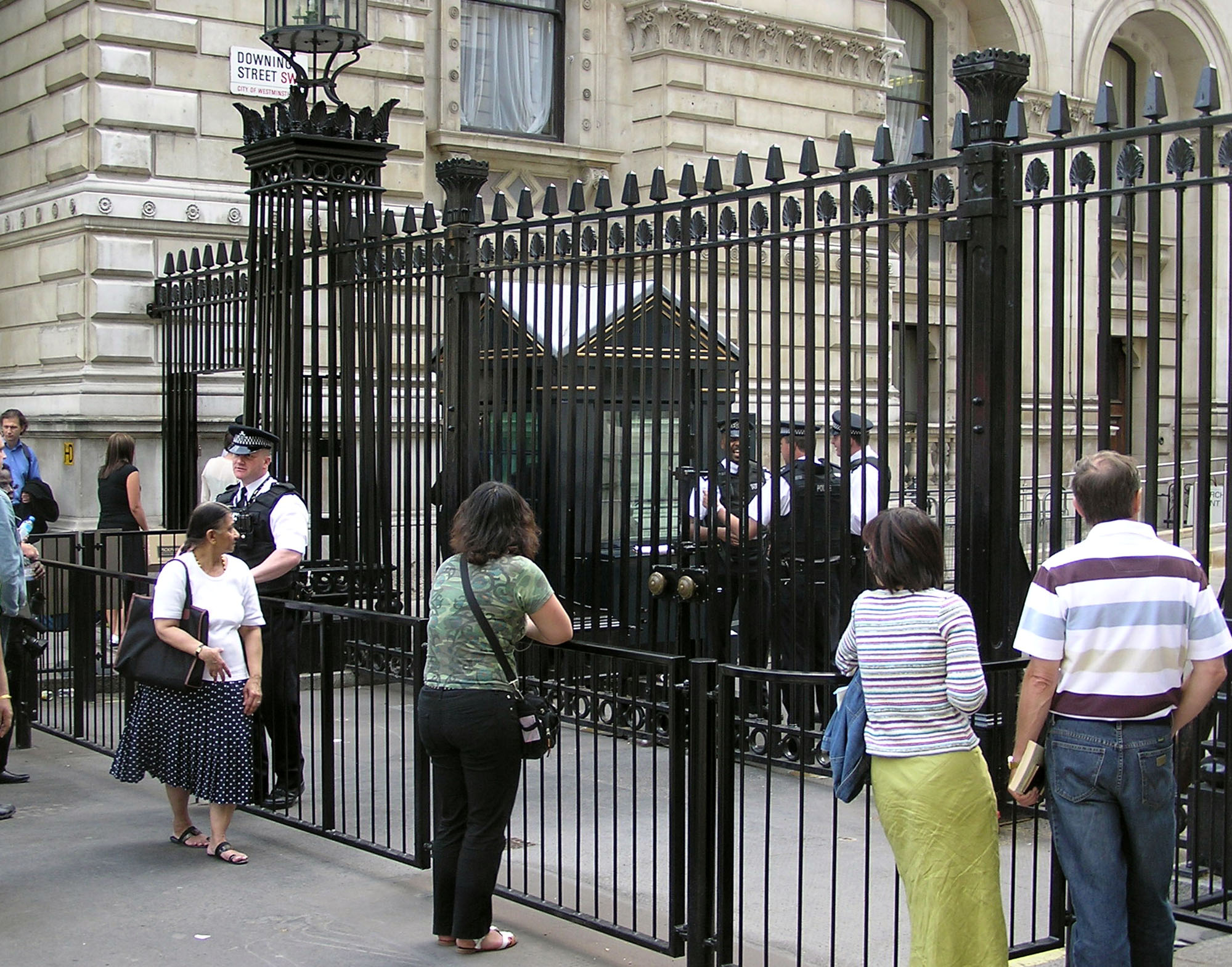
唐寧街街口的鐵閘

在1989年，唐寧街街口加裝了一道黑色的大鐵閘，以保護當時的首相戴卓爾夫人，免受恐怖份子（尤其是爱尔兰共和军）的襲擊。在此以前，一般公眾是可以自由出入唐寧街，作為一條連接白廳和聖詹姆士公園的捷徑。大鐵閘至今仍沒有拆除，在2003年更進行了加固工程。

## 外部連結
- 地理坐标：51°30′11.6″N 0°07′39.0″W / 51.503222°N 0.127500°W
- 唐寧街10號官方網頁